# Ophrys circaea
Ophrys circaea är en orkidéart som beskrevs av Walter Rossi och Prola. Ophrys circaea ingår i ofryssläktet, och familjen orkidéer.
Artens utbredningsområde är Italien. Inga underarter finns listade i Catalogue of Life.